# Танец с драконами
«Танец с драконами» (англ. A Dance With Dragons) — роман в жанре эпического фэнтези за авторством американского писателя Джорджа Р. Р. Мартина, пятая часть саги «Песнь Льда и Пламени».
Первоначально, когда цикл задумался автором как трилогия, название «Танец с драконами» относилось к планируемой второй книге цикла, после «Игры престолов». «Танец с драконами» и предыдущая книга, «Пир стервятников» (2005), изначально писались как один том; возросший объём книги побудил Мартина отделить часть персонажей и сюжетных линий в новую, пятую книгу. На протяжении её большей части повествование идёт параллельно событиям предыдущей книги, но ближе к концу продолжаются и некоторые сюжетные линии из «Пира».
Роман был экранизирован в рамках пятого сезона телесериала «Игра престолов», вместе с четвёртой книгой, так как события книг «Пир стервятников» и «Танец с драконами» происходят одновременно, хотя некоторые главы таких персонажей, как Бран Старк, Дейенерис Таргариен, и Теон Грейджой (Вонючка), были использованы в четвертом сезоне телесериала «Игра престолов». Некоторые главы таких персонажей, как Арья Старк, Давос Сиворт, Бран Старк, Квентин Мартелл, Барристан Селми, Теон, Виктарион и Аша Грейджои, а также Джейме и Киван Ланнистеры, были использованы в шестом сезоне телесериала «Игра престолов» поскольку они не были экранизированы в четвертом и пятом сезонах.
В России права на издание романа были куплены издательством АСТ, которое выпустило первый том книги (под названием «Танец с драконами. Грёзы и пыль») в сентябре 2012 года, второй том (под названием «Танец с драконами. Искры над пеплом») — в ноябре того же года.

## Особенности композиции
Как и в предыдущих книгах серии, повествование в романе ведётся от третьего лица, с точки зрения разных персонажей, при этом присутствуют несколько не пересекающихся сюжетных линий.
- Почти все события «Танца» происходят либо на Севере и Стене, либо на восточном континенте Эссос. События большей части книги происходят параллельно событиям «Пира», но во второй половине «Танец» догоняет и обгоняет «Пир», рассказывая о событиях, которые произошли уже после конца предыдущей книги.[19]

- В первой главе Сэмвелла Тарли из «Пир стервятников»[20] и во второй главе Джона Сноу из «Танца с драконами»[21] совпадает описание разговора Джона с Сэмом (с разницей в том, что повествование ведётся от лица разных персонажей)

- После главы Джейме Ланнистера (в русском издании данная глава находится в книге «Танец с драконами — Часть 2. Искры над пеплом») сюжетная линия «Танца с драконами» обгоняет «Пир стервятников» (2005).

### Персонажи
История рассказывается с точки зрения 18 разных персонажей, включая представленных в прологе и эпилоге двух второстепенных одноразовых персонажей. Все персонажи POV, кроме двух, были идентифицированы до выхода книги.
- Пролог: Варамир Шестишкурый (колдун Манса-Налётчика) (Север, Застенье)
- Дейенерис Таргариен (Восток, Залив Работорговцев)
- Тирион Ланнистер (Восток, Пентос — в начале книги, Залив Работорговцев — в конце книги)
- Джон Сноу (Стена, Север)
- Бран Старк (Север, Застенье)
- Теон Грейджой / Вонючка (Север, Винтерфелл)
- Аша Грейджой (Север, Темнолесье)
- Виктарион Грейджой (Восток, Залив Работорговцев)
- Давос Сиворт (Север, Белая Гавань)
- Арео Хотах (Юг, Дорн)
- Арья Старк (Восток, Браавос)
- Джейме Ланнистер (Речные Земли)
- Квентин Мартелл (Восток, Залив Работорговцев)
- Барристан Селми (Восток, Залив Работорговцев)
- Серсея Ланнистер (Королевская гавань)
- Мелисандра (Стена, Север)
- Джон Коннингтон — бывшая десница короля Эйриса Таргариена и один из ближайших друзей принца Рейгара. Изгнан из Вестероса Эйрисом из-за неудачи в подавлении восстания Роберта Баратеона и ложно считается мёртвым. Его личность как рассказчика держалась в секрете на протяжении всего процесса подготовки к выпуску книги. Место действия: Волантис — в начале книги (Погибший лорд), Штормовые земли — в конце книги (Возрожденный грифон).
- Эпилог: Киван Ланнистер (Королевская гавань)

## Сюжет
События «Танца с драконами» дополняют события четвёртого тома саги, повествуя о судьбе персонажей, которых не было в «Пире стервятников», а ближе к середине книги появляются персонажи из «Пира», и тогда сага продолжается. Имеется несколько параллельных глав, описывающих некоторые события, что были описаны в «Пире», но с точки зрения другого персонажа.
Кроме того, в пятом томе вновь обостряется ситуация в борьбе за Железный Трон и власть над Севером, где соответственно Ланнистеры и Тиреллы пытаются отразить нашествие войск Эйгона Шестого Таргариена (который может быть как настоящим племянником Дейенерис, так и самозванцем), а на Севере Станнис Баратеон планирует захватить Винтерфелл.

## Награды и премии

### Награды
- Журнал Time, 2011 // Лучшая книга года
- Локус / Locus Award, 2012 // Роман фэнтези
- Премия SFinks / Nagroda SFinks, 2012 // Зарубежный роман года
- «Итоги года» от журнала «Мир Фантастики», Итоги 2012 // Книги — Фэнтези года
- «Итоги года» от журнала «Мир Фантастики», Итоги 2012 // Приз зрительских симпатий: Книга[24][25]

### Номинации на премии
- Хьюго / Hugo Award, 2012 // Роман
- Всемирная премия фэнтези / World Fantasy Award, 2012 // Роман
- Британская премия фэнтези / British Fantasy Award, 2012 // Роман — Премия им. Августа Дерлета
- Книга года по версии Фантлаба, 2012 // Лучший роман / авторский сборник зарубежного автора
- «Итоги года» от журнала «Мир Фантастики», Итоги 2012 // Книги: Самая долгожданная книга
- «Итоги года» от журнала «Мир Фантастики», Итоги 2012 // Книга года
- Портал, 2013 // Переводная книга

## Продажи
По состоянию на июль 2011 года было продано 298 тыс. копий романа.
Роман был включён в список бестселлеров по версии Publishers Weekly за 2011 год.